# Direct Fly

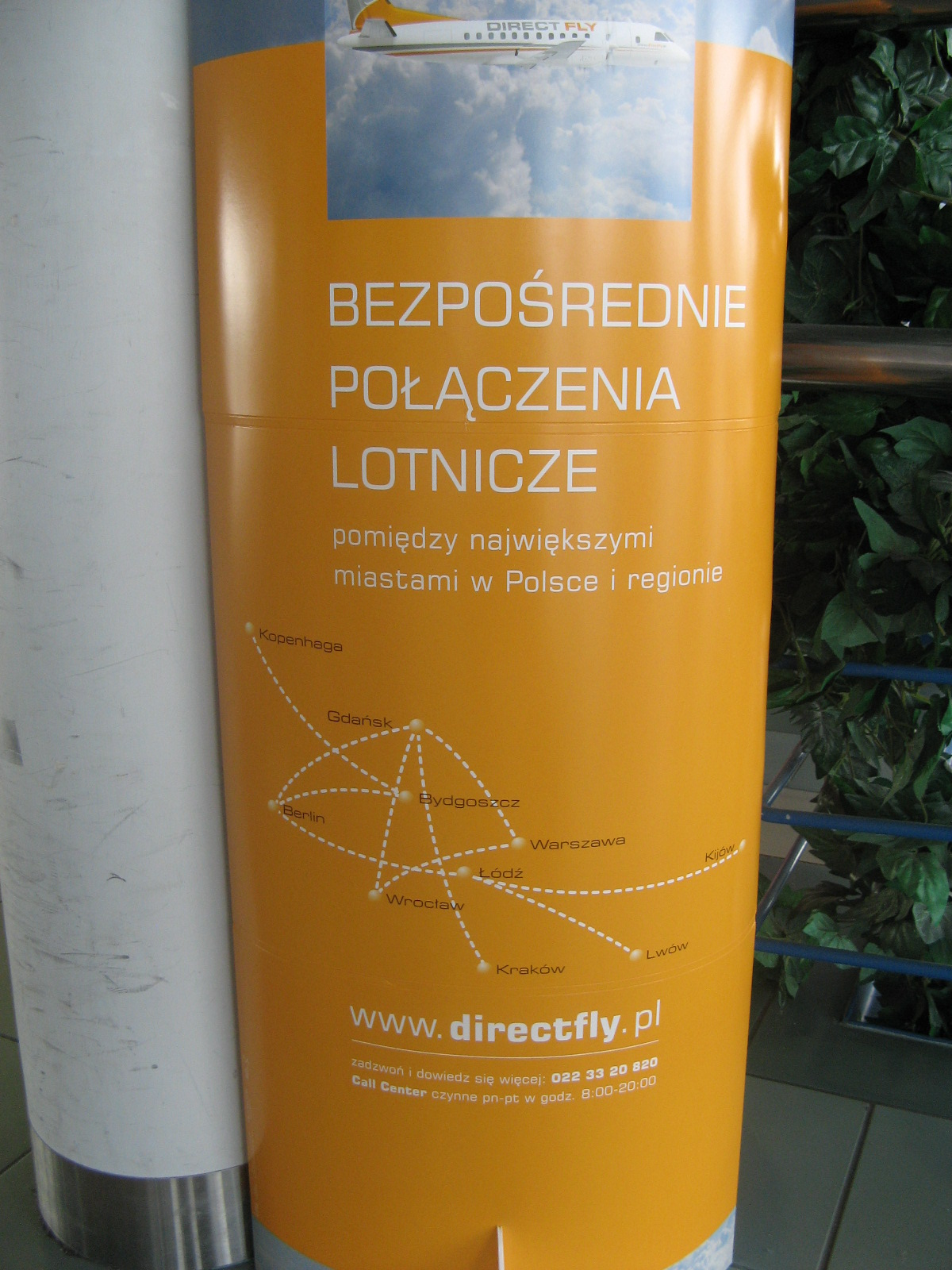

Direct Fly – polski przewoźnik średniobudżetowy
Linie rozpoczęły loty 12 kwietnia 2006, zawieszając je "tymczasowo" (według swojej strony internetowej) 7 maja 2007.
Obecnie jest już pewne, że linia zbankrutowała i nie będzie obsługiwać żadnych lotów. Natomiast firma Sky Express postanowiła wyleasingować swoje samoloty szwajcarskiej firmie Farnair Switzerland.
Początkowo Direct Fly obsługiwały 4 lotniska europejskie: Berlin, Kopenhagę, Lwów i Kijów (oba miasta na Ukrainie jako czartery) oraz 7 polskich: Bydgoszcz, Gdańsk, Kraków, Łódź, Rzeszów, Wrocław oraz Warszawa.
24 maja 2006 Direct Fly zmienił kierunek swojego rozwoju, rezygnując z obsługi wszystkich lotów międzynarodowych. Firma główny nacisk położyła na rozwój floty lotniczej obsługującej terytorium Polski.
4 kwietnia 2007 przewiózł swojego 25–tysięcznego pasażera.
Direct Fly oferował bilety na bezpośrednie połączenia pomiędzy największymi miastami w kraju. Oznaczało to, że jako jedyny przewoźnik w Polsce, Direct Fly oferował przeloty krajowe bez konieczności przesiadki w stolicy.
8 kwietnia 2008 rok po zawieszeniu działalności operacyjnej przez Direct Fly sp. z o.o. brytyjski holding AerFinance PLC przejął 100% udziałów polskiej spółki. Direct Fly prowadził regularne loty na terenie Polski jako jedyny realny konkurent do narodowego przewoźnika PLL LOT. Przejęcie spółki przez AerFinance PLC poprzedziła zmiana Zarządu oraz wdrożenie programu naprawczego. W lutym 2008 Zarząd podjął działania zmierzające do uzyskania certyfikatu AOC oraz koncesji na wykonywanie operacji lotniczych. AerFinance PLC jest brytyjskim holdingiem inwestycyjnym specjalizującym się w realizacji projektów lotniczych i okołolotniczych na terenie Europy Środkowej i Wschodniej. W styczniu 2008 roku spółka zadebiutowała na giełdzie we Frankfurcie.
Obecnie spółka działa pod nazwą Sprint Air.

## Połączenia z czasów Sky Express
Linia obsługiwała połączenia:
- Bydgoszcz - Kopenhaga
- Bydgoszcz - Berlin
- Gdańsk - Kraków
- Gdańsk - Wrocław
- Łódź - Berlin
- Łódź - Kijów
- Łódź - Lwów
- Warszawa - Wrocław

Planowano uruchomić połączenia z:
- Katowic,
- Poznania.

## Flota
Flota składała się z trzech 33-osobowych samolotów Saab 340A, które należą do przewoźnika Sky Express sp. z o.o. Obecnie są to: Citation II Jet, Diamond DA 42 Air Taxi, King Air.

## Siedziba
Pierwszą siedzibą firmy była al. Krakowska 106 w Warszawie. Następnie ul. Szyszkowa 20. Kolejną siedzibą firmy jest ul. Księżycowa 1 w Warszawie.

## Direct Fly UK
W lutym 2009 roku powstała firma partnerska Direct Fly UK, która będzie świadczyła usługi sprzedażowe i marketingowe dla klientów brytyjskich w oparciu o samoloty odrzutowe i turbośmigłowe.

## Direct Fly Italy
W styczniu 2009 roku Direct Fly podpisał umowę parterską z włoską firmą DreamFly. Umowa dotyczy wspólnej promocji usług air-taxi dla klientów z północnych Włoch pod wspólną marką Direct Fly Italy w oparciu o samolot Diamond Twin Star 42.